# 顿巴赤道火箭发射站
顿巴赤道火箭发射站（Thumba Equatorial Rocket Launching Station，缩写为TERLS）印度的主要航天发射场。由印度空间研究组织经营。它坐落在印度南端附近的特里凡得琅，接近赤道。为大气研究的理想位置。
1962年，印度国家空间研究委员会（INCOSPAR）成立。随后决定考虑建一个火箭站。经过长时间的讨论，确定了该地建制。原址为喀拉拉邦的特里凡得琅机场附近的一个小渔村。
随后，印度政府于顿巴建设基础设施，除了建设，还于此进行一系列工程，如火箭的子系统修建等。
顿巴赤道发射站在过去的四十年中，承担设计和组织发射了一系列火箭。现已发展成为一个卓越的火箭技术中心。